# شارلن هولت
شارلن هولت (بالإنجليزية: Charlene Holt)‏ هي عارضة وممثلة أمريكية، ولدت في 28 أبريل 1928 في سنايدر في الولايات المتحدة، وتوفيت في 5 أبريل 1996 في مقاطعة ويليامسون في الولايات المتحدة.

## أعمال

### أفلام
- (1962) أيام الخمر والورد
- (1966) إل دورادو
- (1980) ملفن وهاورد

## وصلات خارجية
- شارلن هولت على موقع IMDb (الإنجليزية)
- شارلن هولت على موقع ألو سيني (الفرنسية)
- شارلن هولت على موقع أول موفي (الإنجليزية)
- شارلن هولت على موقع قاعدة بيانات الأفلام السويدية (السويدية)
- شارلن هولت على موقع قاعدة بيانات الفيلم (الإنجليزية)
- شارلن هولت على موقع كينوبويسك (الروسية)